# Fokker T.VIII
Фоккер T.VIII (нід. Fokker T.VIII) — нідерландський гідролітак-торпедоносець, також використовувався як розвідувальний літак і бомбардувальник. Стояв на озброєнні ВПС Нідерландів під час Другої світової війни, після капітуляції Нідерландів використовувався в ВПС Великої Британії.

## Історія створення

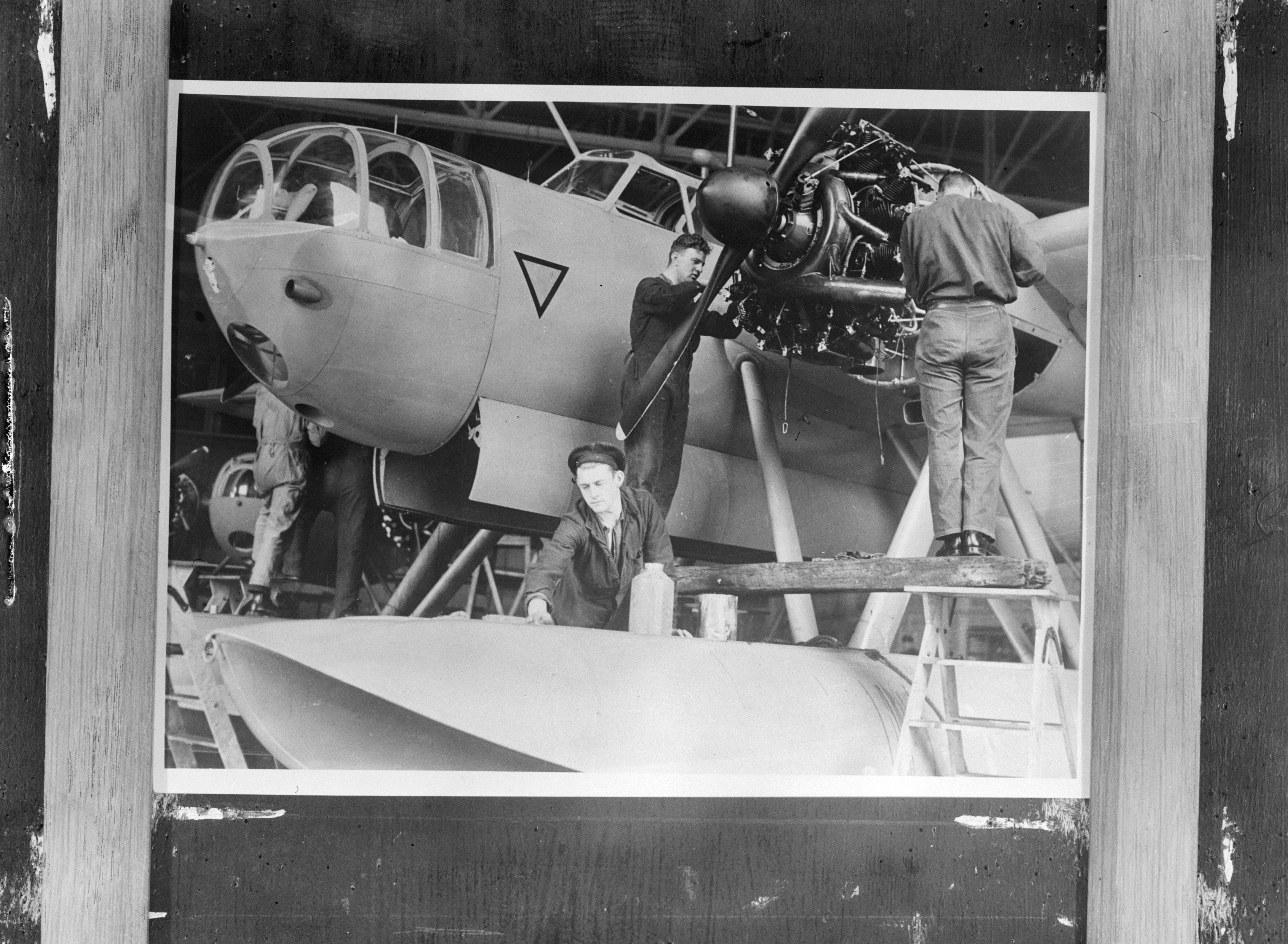
Обслуговування T.VIII. Британія 1940 рік.

В 1937 році командування ВМС Нідерландів звернулось до компанії Fokker з замовленням на виготовлення гідролітака для заміни застарілого Fokker T.IV. Новий літак мав використовуватись для патрулювання і захисту територіальних вод як і поблизу Нідерландів, так і в Нідерландській Ост-Індії. Він мав досягати максимальної швидкості 280 км/год, переносити одну торпеду і мати велику дальність польоту.
Проект T.VIII компанії Fokker був двомоторним монопланом з двома поплавками, змішаним дерев'яно-металевим фюзеляжем і однокілевим хвостом. Прототип не виготовлявся — перший літак, який піднявся в небо 22 лютого 1939 року, був серійним літаком. Загалом до окупації Нідерландів було виготовлено 36.

## Основні модифікації
- T.VIII W/G — оснащувався 9-ти циліндровими двигунами повітряного охолодження Wright R-975-E3 потужністю 450 к.с. Озброєння складалось з одного курсового 7,92-мм кулемета і одного 7,92-мм кулемета в кабіні стрільця. Літак міг переносити 600 кг бомб, або одну торпеду. (19 екз.)
- T.VIII W/M — аналог T.VIII W/G тільки з суцільнометалевим фюзеляжем. (12 екз.)
- T.VIII W/C — збільшено розміри літака і поставлено двигуни Bristol Mercury XI потужністю 890 к.с. Маса бомбового навантаження — 750 кг. Виготовлявся на замовлення Фінляндії, але після окупації Нідерландів Німеччиною всі 5 літаків були включені в склад Люфтваффе. (5 екз.)

## Тактико-технічні характеристики
|                         | T.VIII W/G          | T.VIII W/C             |
| ----------------------- | ------------------- | ---------------------- |
| Екіпаж                  | 3 осіб              | 3 осіб                 |
| Довжина                 | 13 м                | 14,82 м                |
| Висота                  | 5,0 м               | 5,5 м                  |
| Розмах крил             | 18,0 м              | 20,0 м                 |
| Площа крил              | 44,0 м²             | 52,0 м²                |
| Маса пустого            | 3100 кг             | 4540 кг                |
| Маса спорядженого       | 5000 кг             | 6660 кг                |
| Максимальна злітна маса |                     | 7010 кг                |
| Двигуни                 | 2 × Wright R-975-E3 | 2 × Bristol Mercury XI |
| Потужність              | 2 × 450 к. с.       | 2 × 890 к.с.           |
| Максимальна швидкість   | 285 км/год          | 358 км/год             |
| Операційна дальність    | 2100 км             | 1700 км                |
| Практична стеля         | 6800 м              | 5600 м                 |

## Використання

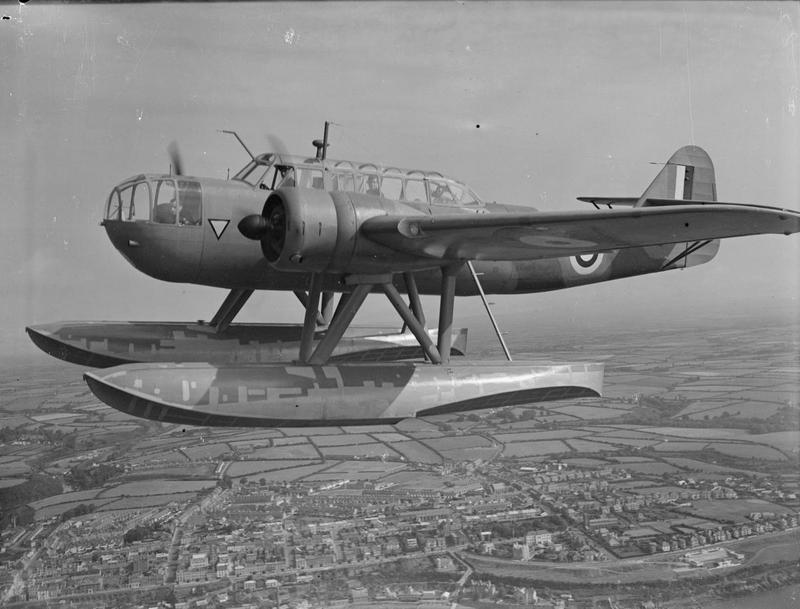
T.VIII W/G з 320-ї (нідерландської) ескадрильї ВПС Великої Британії

Перші T.VIII надійшли на озброєння морської авіації Нідерландів літом 1936 року, а з вересня 1939 року почали здійснювати патрулювання територіальних вод для недопущення інцидентів, які могли б порушити нейтралітет країни. T.VIII «виганяли» судна ворогуючих країн пролітаючи над ними з відкритим бомбовим люком. 13 вересня під час патрулювання один T.VIII був підбитий німецьким Do 18 (за іншими даними — He 115), але інцидент був зам'ятий.
10 травня 1940 року, коли Німеччина напала на Нідерланди, на бойовій службі було 8 T.VIII в двох ланках. В перший день війни вони залучались до розвідувальних польотів і евакуації членів уряду. Була проведена спроба бомбардувальної місії проти вермахту на східному березі Зейдерзе, але три вислані T.VIII не змогли знайти ціль. 13 травня літаки були перекинуті в Шербур (Франція), звідки продовжували виконувати розвідувальні місії, а 22 травня всі 8 T.VIII перелетіли на Британські острови, де були включені в склад 320-ї (нідерландської) ескадрильї. В складі останньої T.VIII виконували протисубмаринні місії аж до кінця листопада 1940 року.
Німеччина змогла захопити 24 боєздатні T.VIII (зокрема всі T.VIII W/M і T.VIII W/C). Вони були включені в склад Люфтваффе, де виконували розвідувальні і пошуково-рятувальні операції.